# NEU1
La neuraminidase 1, ou NEU1 est l'une des quatre neuraminidases chez le mammifère (dont l'être humain). Son gène est NEUM1 situé sur le chromosome 6 humain.

## Rôles
Il libère des résidus d'acide sialique des glycoprotéines ou des glycolipides, modifiant ainsi la fonction de ces derniers.
Il se fixe sur certains récepteurs de type Toll permettant l'activation de ces derniers.
Il permet d'augmenter la sensibilité de l'IRK à l'insuline qui s'y fixe .
Il facilite la phagocytose des macrophages et des cellules dendritiques. Il désactive les récepteurs au PDGF et à l'IGF-2.
Dans les poumons, il interagit avec le récepteur de l'EGF et le MUC1.

## En médecine
Il facilite la formation de l'athérome en favorisant l'inflammation. Il contribue à l'hypertrophie ventriculaire gauche en cas d'augmentation de la pression artérielle.
Une mutation de son gène cause une sialidose, une maladie lysosomale.